# Railton Special
La Railton Special, reconstruite plus tard sous le nom de la Railton Mobil Special, est un véhicule à moteur conçu par Reid Railton et construit pour les tentatives de John Cobb de records de vitesse sur terre en 1938.
Elle est actuellement exposée au Thinktank, Birmingham Science Museum, en Angleterre.
La marque d'automobiles homonyme Railton n'émane pas de Reid Railton mais a été fondée et nommée en son honneur par Noel Macklin, qui lui versait une licence à chaque voiture vendue.

## Conception
Le véhicule est propulsé par deux moteurs d'avion suralimentés Napier Lion VIID (WD) W-12. Ces moteurs sont un don de Marion Barbara "Joe" Carstairs, qui les utilisa dans son bateau à moteur Estelle V.
L'usage de plusieurs moteurs n'était pas une nouvelle technique, ayant déjà été employée sur la White Triplex et la rivale contemporaine de la Railton Special, la Thunderbolt bimoteur du Capitaine Eyston, ainsi que sur l'Alfa Romeo 16C Bimoteur en 1936.
Avec l'immense puissance disponible, trouver une transmission et des pneus qui puissent faire face fut une gageure. Reid Railton coupla chaque moteur séparément à un des essieux, obtenant quatre roues motrices, ce qui résolut le problème.
Le véhicule d'origine pesait plus de trois tonnes et mesurait 28 pieds 8 pouces (8,74 m) de long, 8 pieds (2,4 m) de large et 4 pieds 3 pouces (1,30 m) de haut. Les roues avant étaient de 5 pieds 6 pouces (1,68 m) et de 3 pieds 6 pouces (1,07 m) à l'arrière. La soufflerie du Laboratoire National de Physique fut utilisée pour la mise au point des modèles de la carrosserie.

## Records de vitesse sur terre
Le 15 septembre 1938, la Railton Special s'empara des records de vitesse sur terre de la Thunderbolt à 568,58 km/h, qui fut également la première à briser la barrière des 350 mph (560 km/h). Eyston reprit le record dans les 24 heures à 575,34 km/h, le tenant de nouveau jusqu'à ce que Cobb le reprenne un an plus tard, le 23 août 1939, à une vitesse de 594,97 km/h.

## Poursuite du développement
Après la Seconde Guerre mondiale, la poursuite du développement et le parrainage de Mobil Oil conduisent à renommer la voiture en Railton Mobil Special. Elle fut le premier véhicule terrestre à franchir les 400 mph (640 km/h) dans un essai mesuré. Le 16 septembre 1947, John Cobb établit une moyenne de 634,39 km/h (620,6 et 648,7 km/h) au cours du mile (1,6 km) mesuré dans les deux directions, prenant le record du monde de vitesse sur terre, avant que l'américaine Goldenrod ne définisse une nouvelle marque pour les voitures à moteurs à pistons entraînant les roues dix-huit ans plus tard.

La Railton Mobil Special présentée au musée de Birmingham, carrosserie levée.
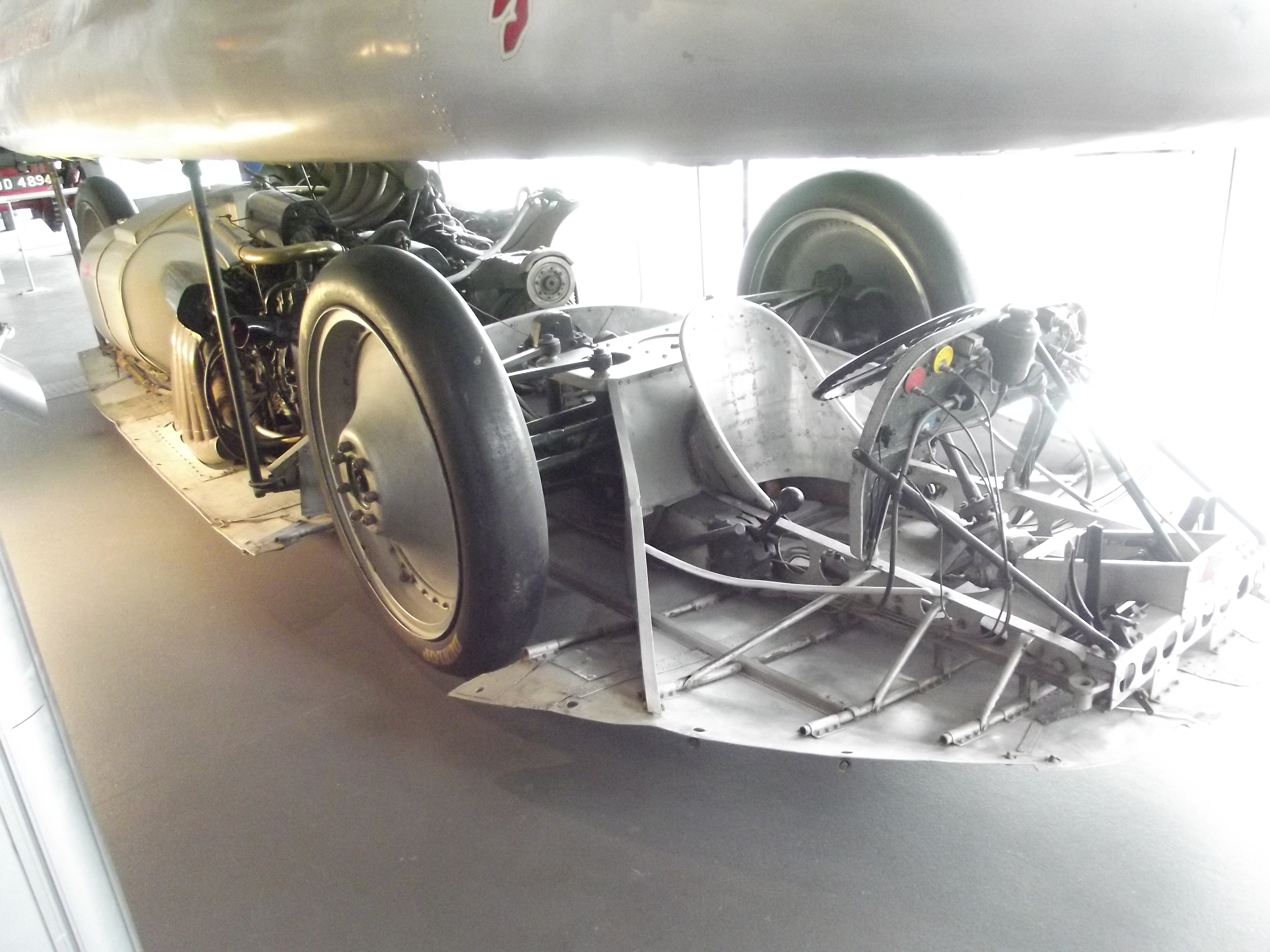
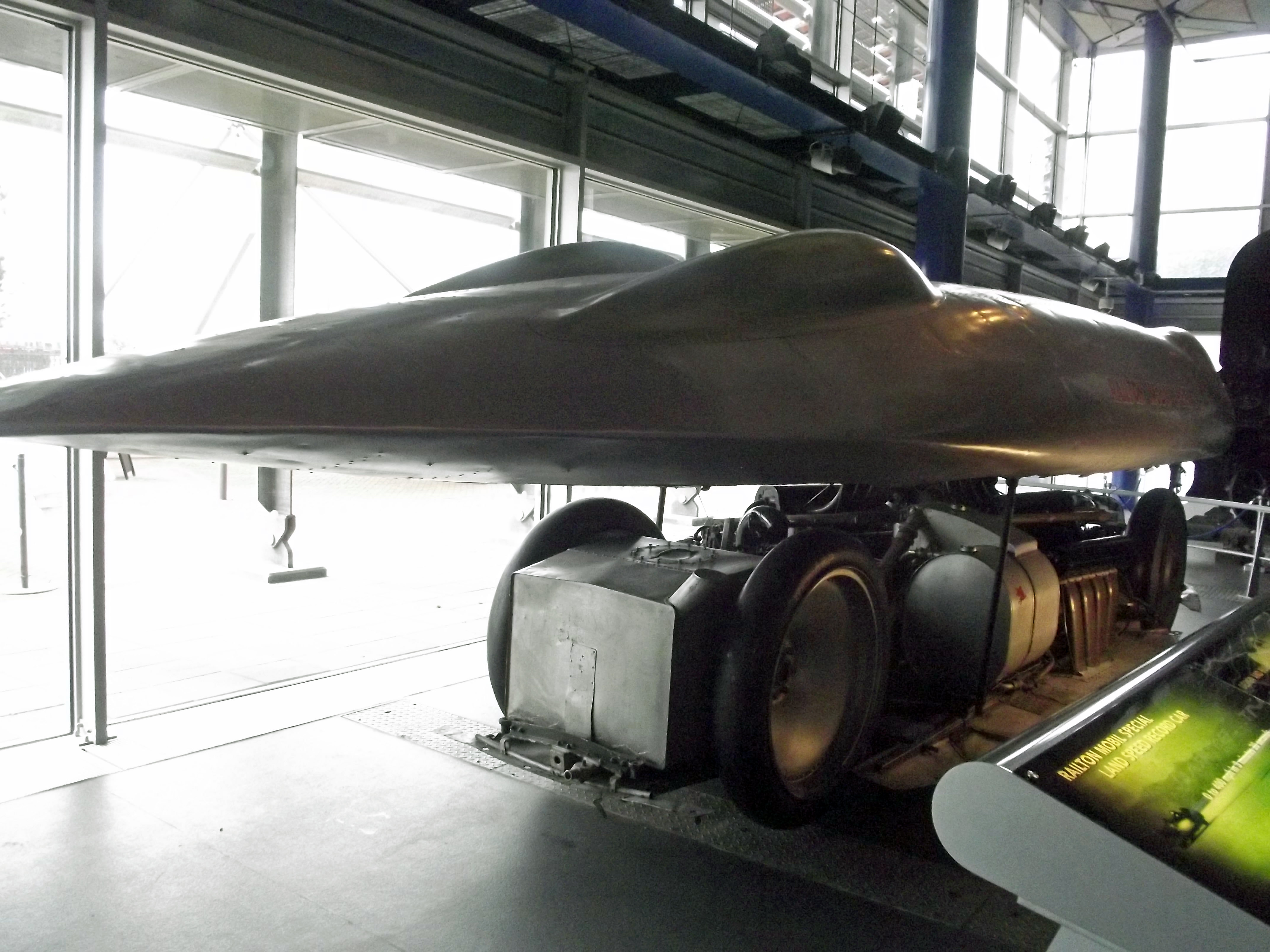
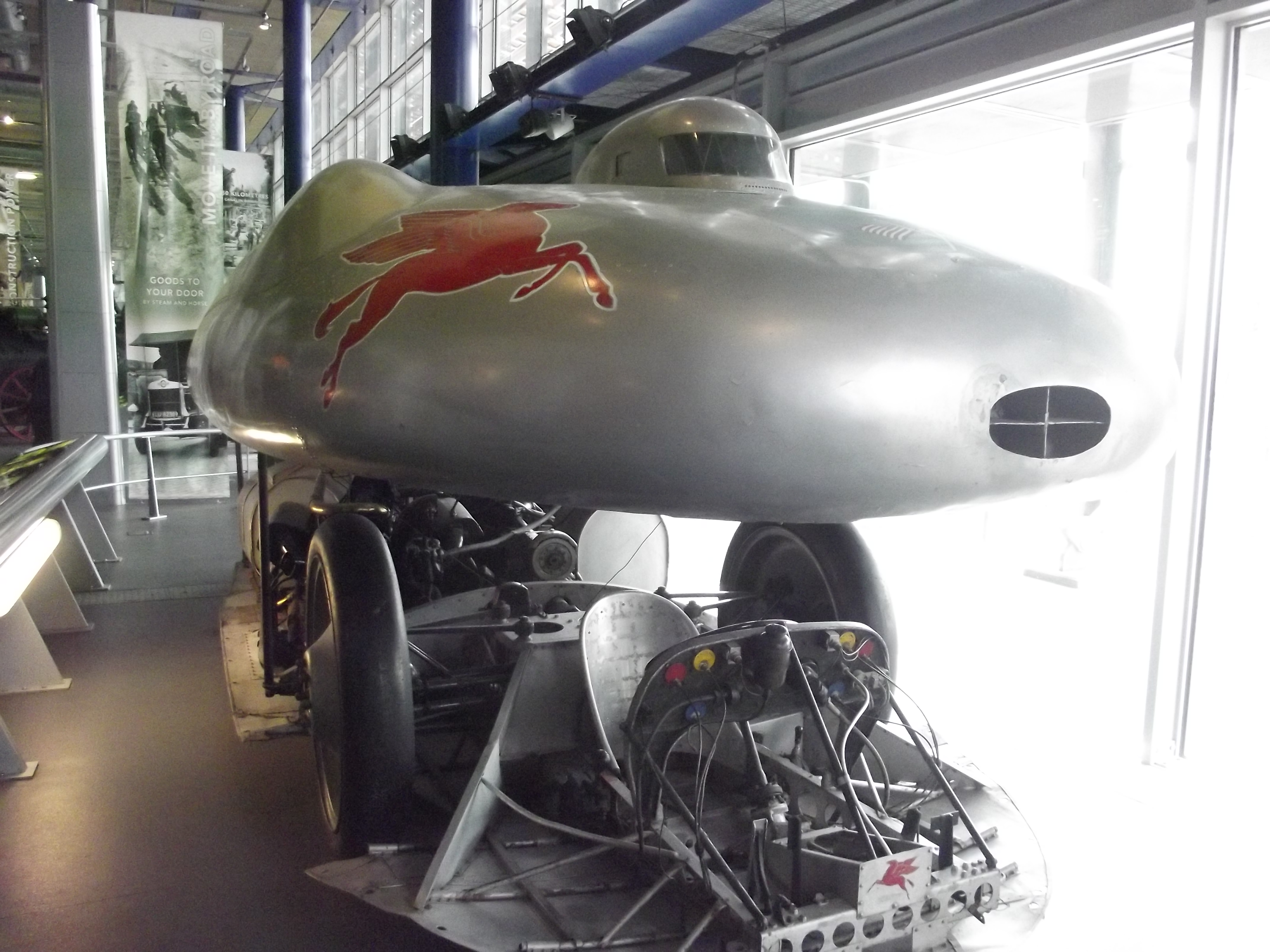

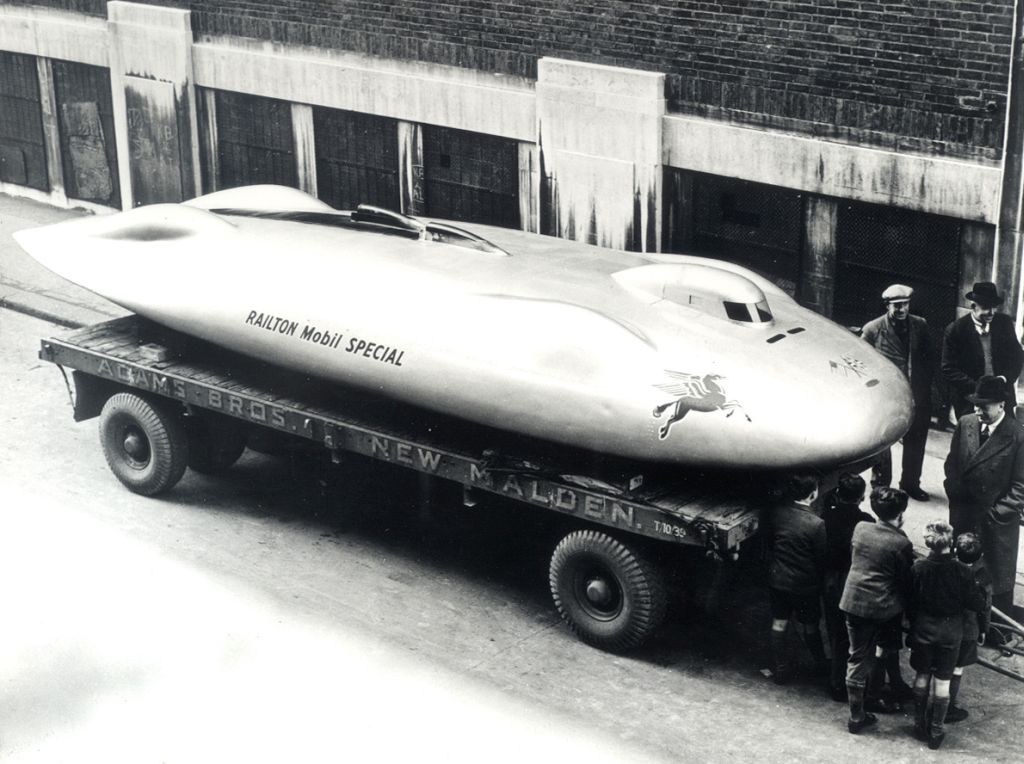
La Railton Special à Birmingham.
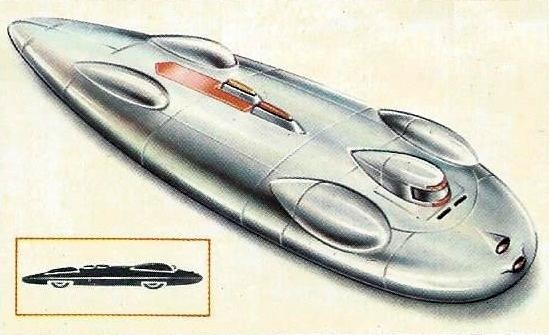
Divers angles de vue de la Railton Special en 1947 (RM J. Cobb).